# Silla gestatoria

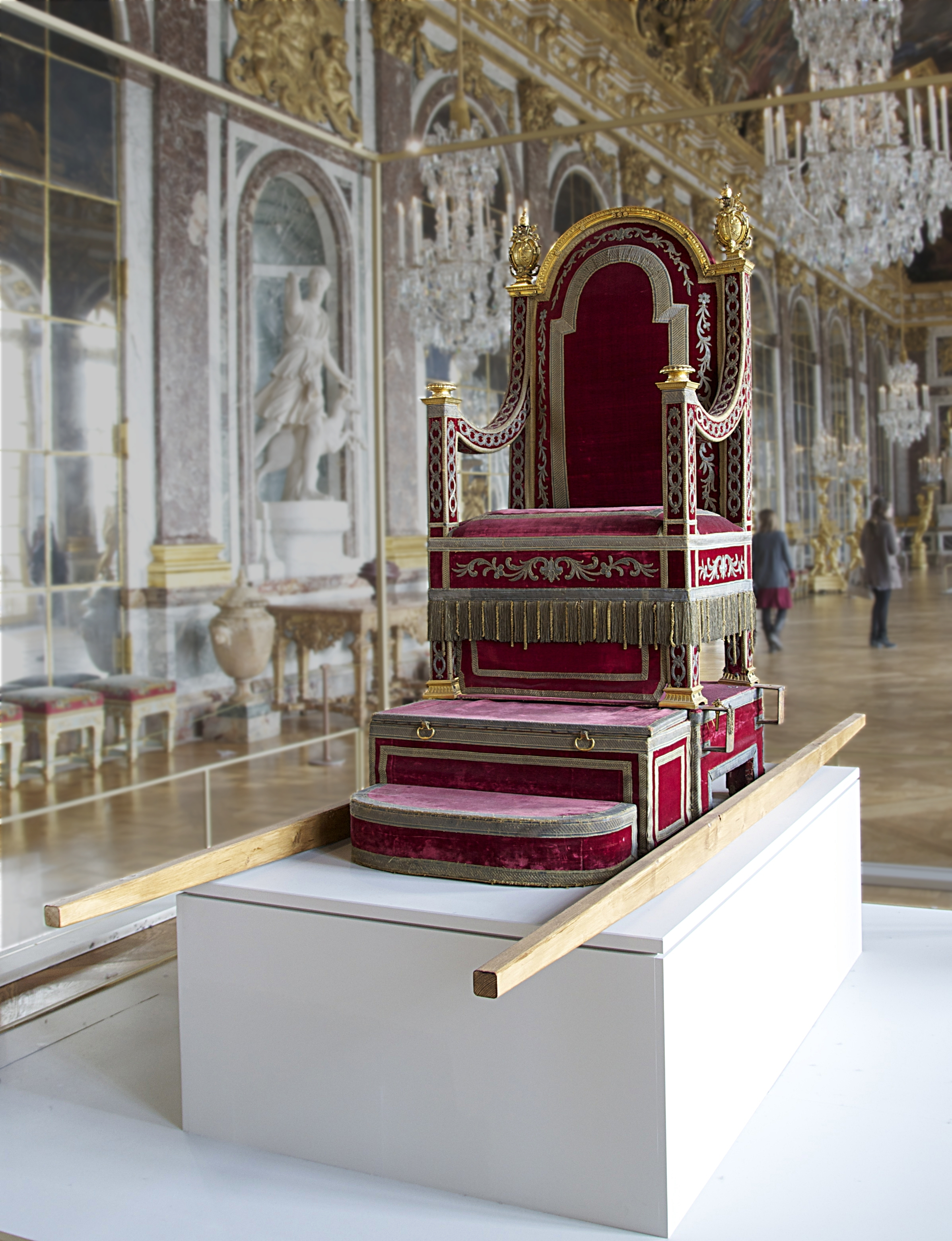
La silla gestatoria del papa Pío VII, mostrada en una exhibición en el Palacio de Versalles.

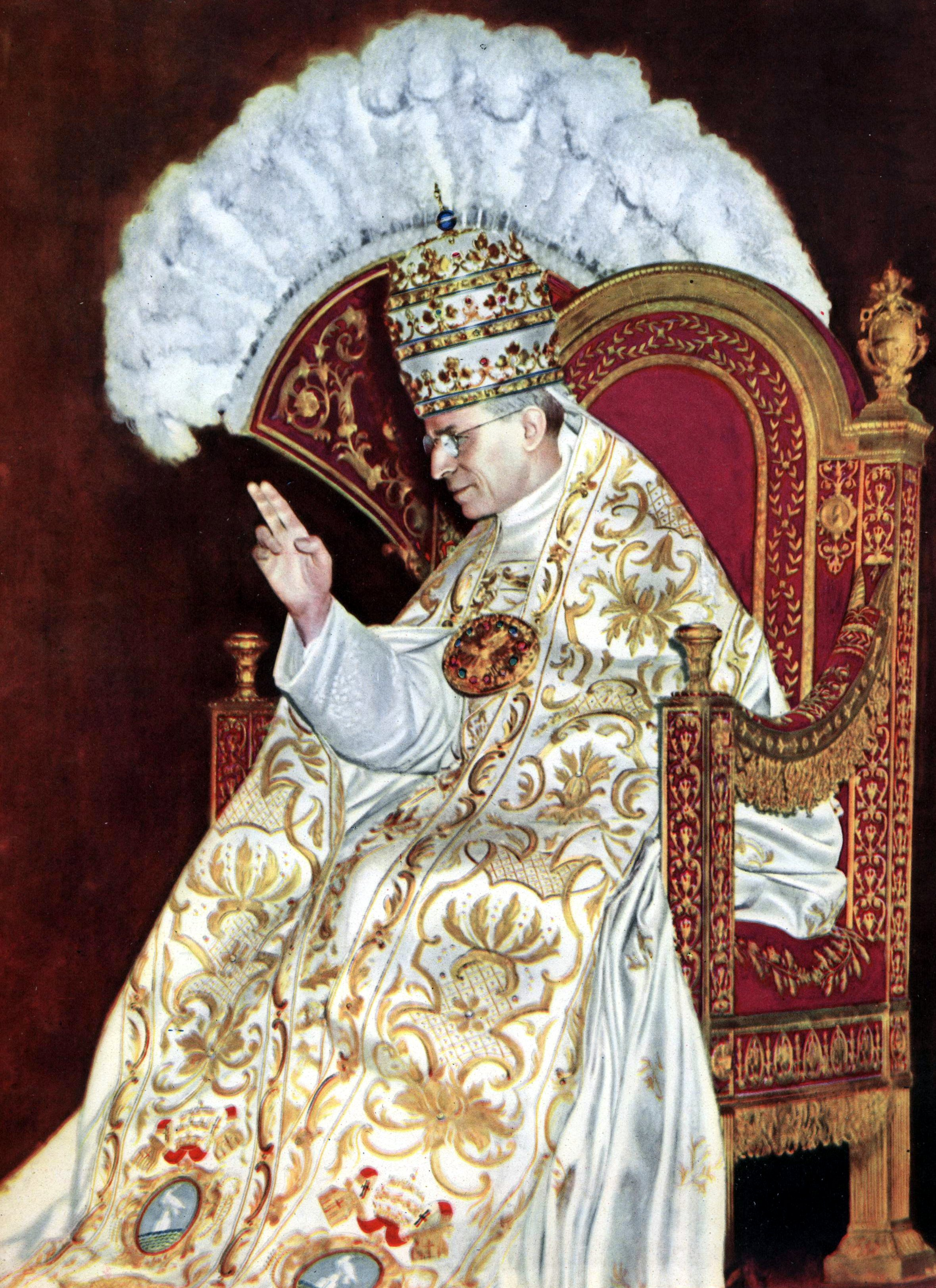
Pío XII usando la silla gestatoria en 1949, juntamente con la tiara y el manto, los ornamentos pontificios más destacados.

Se denomina silla gestatoria a una silla provista de dos travesaños para ser llevada en hombros. Era usada para llevar en procesión al papa en ciertas ceremonias solemnes, de manera que la multitud pudiera verlo. Tras ella marchaban los flabelos. Fue usada por última vez por el papa Juan Pablo I.
Los ayudantes que la llevaban eran llamados sediarios pontificios. Actualmente se dedican a preparar las audiencias y celebraciones pontificias. La última vez que actuaron como sediarios fue el 26 de abril de 2025, cuando 14 de ellos llevaron a hombros el féretro de Francisco, ya que la silla gestatoria ha sido reemplazada por el papamóvil, más propio de estos tiempos modernos. Los sediarios pontificios son actualmente 24. El decano de los mismos es el italiano Adalberto Maria Leschiutta.
La más antigua representación conocida de un dignatario transportado en una silla gestatoria se data durante las primeras dinastías egipcias, en la celebración del Heb Sed, arcaica fiesta ritual conmemorando el 30.º aniversario de reinado del faraón.

## Abandono del uso
El papa Juan Pablo I fue el último en usar el trono ceremonial llevado en hombros en 1978. Posteriormente, Juan Pablo II abandonó por completo el uso de la silla gestatoria, así como sus sucesores Benedicto XVI y Francisco. La silla ha sido funcionalmente sustituida en los tiempos modernos por el papamóvil. Sin embargo, en 2002, cuando el papa Juan Pablo II no podía caminar por sus medios en las misas, se estrenó una plataforma que incluía una silla. Tras la muerte de Juan Pablo II en 2005, la plataforma fue mantenida por su sucesor Benedicto XVI, quien la usó hasta que renunció al pontificado en 2013.